# Skotniki (powiat szczecinecki)
Skotniki (do 1945 niem. Brandschäferei) – osada w Polsce położona w województwie zachodniopomorskim, w powiecie szczecineckim, w gminie Szczecinek.
Zespół dworsko-pałacowy jest pozostałością po pruskiej domenie państwowej, założonej w XIX w. a funkcjonującej do 1939 r. Dwór wybudowano w końcu XIX w. i służył administratorowi majątku. Budynek w stylu neoklasycystycznym, podpiwniczony, na planie prostokąta. Po stronie wschodniej znajduje się aleja lipowa prowadząca do drogi głównej. Na północ od dworu rozciąga się park krajobrazowy z rodzimym drzewostanem.